# Symbolophorus rufinus
Symbolophorus rufinus är en fiskart som först beskrevs av Tåning 1928.  Symbolophorus rufinus ingår i släktet Symbolophorus och familjen prickfiskar. Inga underarter finns listade i Catalogue of Life.